# 南原渓
南原 渓（なんばら けい、1999年6月1日 - ）は、大阪府出身のフットサル選手。ポジションはピヴォ。パワーとフィジカルの強さを生かした前線でのキープや反転シュートが武器。

## 来歴
アイリスFC住吉でサッカーを始める。その後、サッカーを続けたのち中学卒業と同時にフットサルに競技転向をする。
2015年、関西フットサル2部リーグ所属のPazduro田辺(社会人)に入団。
2016年、シュライカー大阪のセレクションに合格し移籍。その年に、U-18のカテゴリーで全日本ユース(U-18)フットサル大会の出場を掴む。怪我の影響で思うような結果は残せず、
2017年2月に右足首の怪我で手術に踏み切る。

## 所属クラブ
サッカー
- アイリスFC住吉
- FC住吉

フットサル
- 2015年-2016年 Pazduro田辺(関西フットサル2部リーグ)
- 2016年-現在  シュライカー大阪（Fリーグ）サテライト

| スタブアイコン | サブスタブ | この項目は、まだ閲覧者の調べものの参照としては役立たない、サッカー選手に関連した書きかけの項目です。この項目を加筆・訂正などしてくださる協力者を求めています（P:サッカー/PJ:サッカー選手/PJ:女子サッカー）。 |